# Vojtěch Heřmanský
Vojtěch Heřmanský (17. října 1934, Vápenný Podol - 22. dubna 2022, Hradec Králové) byl český vědec v oblasti technologií a mikroelektroniky. Je spoluautorem pěti patentů, více než 40 původních prací a 70 výzkumných zpráv, z nichž je část přeložena do anglického a německého jazyka. Většinu vypracoval během své kariéry ve Výzkumném ústavu elektrotechnické keramiky, kde byl také řešitelem mnoha výzkumných projektů v oblasti nanotechnologií.

## Dětství a mládí
Vojtěch Heřmanský se narodil 17. října 1934 ve Vápenném Podole, malé vesnici na Chrudimsku. Již v raném dětství se u něj projevoval zájem o přírodní vědy, tehdy zejména o chemii. V roce 1945 nastoupil na gymnázium v Karlových Varech. Věnoval se zde studiu spektra vlastností sodíku. V letech 1952–57 vystudoval Hutní fakultu Vysoké školy báňské v Ostravě, obor Fyzikální metalurgie, s červeným diplomem.

## Kariéra
Po studiích dostal Vojtěch Heřmanský pracovní umístěnku do Výzkumného ústavu elektrotechnické keramiky (VÚEK) v Hradci Králové. Věnoval se výzkumné činnosti v oblasti vlastností materiálů, později založil pracoviště pro výzkum a vývoj hybridních integrovaných obvodů a tento výzkum vedl. V roce 1969 mu byl udělen titul kandidát technických věd prvního stupně na Vysoké škole chemické v Praze, roku 1982 poté druhý stupeň na Československé akademii věd. Po roce 1989 působil nejprve v HIOS Hradec Králové a mezi lety 1994–2001 pracoval na pozici ředitele Steinel Raspenava. Od roku 1996 byl ředitelem a jednatelem BVK Hradec Králové s.r.o. Byl čestným členem IMAPS CS a zástupcem pro Českou a Slovenskou republiku v European Committee of International Society for Microelectronics. Rovněž spolupracoval se Západočeskou univerzitou v Plzni. Mluví anglicky, německy, rusky a francouzsky.

## Osobní život
Otec František Heřmanský. Matka Stanislava, roz. Švadlenková. První manželka Jiřina, roz. Svobodová (dcery Kamila, Hana), druhá manželka Věra, dříve Tulková.